# Cantón Urcuquí
Urcuquí es un cantón de Ecuador, localizado en la provincia de Imbabura. Su cabecera cantonal es la ciudad de Urcuquí.  Su población en el censo de 2010 es de 15.888 habitantes. Tiene una superficie de 767 km²  y está a una altura sobre el nivel del mar de 2384 metros. Alberga a la ciudad del conocimiento Yachay, la primera ciudad planificada de Ecuador, sede de la universidad Yachay Tech, en funcionamiento desde 2014.

## División política
Urcuquí tiene 6 parroquias:
- Cahuasqui
- La Merced de Buenos Aires
- Pablo Arenas
- San Blas
- San Miguel de Urcuquí (cabecera cantonal)
- Tumbabiro